# Джангільдін Алібі Тогжанович
Алібі Тогжанович Джангільдін (каз. Әліби Тоғжанұлы Жангелдин; 1884 — 14 серпня 1953) — казахський революціонер та мандрівник, учасник громадянської війни.

## Біографія

### Ранні роки
Народився в 1884 році в аулі Койдаул Тургайської області в сім'ї бідняка-шаруа. Походить із племені кипшаків. Коли Алібі було 10 років, вчитель, який був на той момент викладачем Тургайської ремісничої школи, проїжджав повз, помітив у хлопчику здібності до запам'ятовування і пізнання і запропонував йому приїхати до нього до школи. Незабаром після цього Алібі втік із дому і з попутним караваном приїхав до Тургая. Він познайомився з учнями та викладачами школи, серед яких був засланий вчитель праці, з яким у нього виникла дружба, набагато більша ніж між учнем та викладачем. Саме тут уперше він зіткнувся з незмірною розкішшю та біднотою, саме в Тургаї відбулася його перша зустріч з Амангельди Імановим. Незабаром після настанови багатих родичів батько забрав його з училища. Але протягом кількох місяців, проведених вдома, Алібі усвідомив усю несправедливість і обман, що панує в степу. Він утік з дому і вирушив до Кустаная, де з легкістю, завдяки своїй непересічній пам'яті та знанням здобутим у Тургаї, вступив до російсько-казахської школи. Але й тут його батько знайшов і тільки на прохання начальника училища, дуже шановного пана, погодився залишити його в школі. За рік засвоївши весь матеріал і успішно склавши іспити, Алібі Джангільдін за направленням школи виїхав до Оренбурга, де вступив до духовної консисторії. Тут він зустрівся з впливовими у степу земляками, але розумів, що їхні цілі, можливо, і шляхетні, не можуть видозмінити всі давні звичаї та підвалини у степу. Освоївши і склавши іспити набагато швидше за програму, благо що вся суть навчання полягала в заучуванні духовних цитат, він поїхав до Казані.
В автобіографії від 7 січня 1947 він писав:
|  | Народився 1884 року в Кустанайській області, у містечку Кайдаул. Батьки — казахські батраки з роду кипчаків Середньої орди. Ношу прізвище за дідом, знаменитим казахським батиром Танірбергеном Джангільдіном. Із дитинства я прагнув навчання, але не було коштів, і до 10 років я – в аулі. Потім утік із батьківського дому до міста Тургай, де вступив до школи. Але батько розшукав мене і повернув із побоями додому. Все ж таки думка про навчання не залишала мене, і через 2 роки, 12-річним хлопчиком, я вдруге втік до Кустанаю і знову вступив до 2-ї російсько-казахської школи. Батько і тут знайшов мене і всіляко намагався повернути додому, але інспектор насилу вмовив його залишити мене вчитися. У 1902 році мене відправили до учительської семінарії міста Казані. У 1905 році я брав участь у революційному русі студентства. Адміністрація, бажаючи «визначити» мене на «правильний шлях», перевела на історичний факультет московської академії. З 2-го курсу я був виключений з академії за революційну діяльність. |

Після відрахування з Московської духовної академії Джангільдін підробляв рекламним агентом — збирав оголошення для газети «Ранок Росії» і поширював лібрето кінотеатру «Континенталь» на Охотному Ряду (за часів німого кіно глядачам видавалася програма з коротким змістом фільму).

### Навколосвітня подорож
У 1910 році Джангільдін вирішив виїхати з Москви. Він розмістив у газеті оголошення про пошук супутників у пішу навколосвітню подорож. Відгукнулися троє: вчитель природознавства із Самари Пламеневський, інженер-технолог із Санкт-Петербурга Польовий та викладач Московського комерційного училища Погодін. У липні 1910 року вони вчотирьох вирушили в подорож, яка для Джангільдіна триватиме майже два з половиною роки.
«На мені були міцні спортивні черевики, коротка куртка, повстяний кавказький капелюх, дорожня сумка за спиною, двадцять п'ять рублів грошей у кишені та фотографічний апарат», — згадував згодом Джангільдін у книзі «Мій шлях».
Книжка мандрівника довкола світу була видана Джангільдіну на ім'я Миколи Степнова (революційний псевдонім Джангільдіна). У день мандрівники проходили 40—50 км, у деяких населених пунктах зупинялися на кілька днів. Щоб заробити на їжу, влаштовували лекції, платні вечори. Джангільдін продавав фотокартки зі своїм портретом і видами місць, де вони вже побували. Повноцінної навколосвітньої подорожі не вийшло. До Америки мандрівники так і не дісталися. Із Москви дійшли до Санкт-Петербурга, звідти — в Красне Село, Лугу, потім до Пскова. Вільна (сучасна назва — Вільнюс), Варшава, Прага, Відень. У столиці Австро-Угорської імперії шляхи їх розійшлися. Пламенецький залишився у Відні, Польовий та Погодін вирушили до Швейцарії. Джангільдін пішов своїм шляхом.
В автобіографії від 7 січня 1947 він писав:
|  | …я втілив у життя задуману мною подорож, і пішки пішов Польщу, Австро-Угорщину, Сербію, Болгарію, Туреччину, Палестину, Африку, Єгипет, Абіссінію. На життя заробляв, роблячи фотографії прохідних місць та продаючи їх за хорошу ціну. Назад пройшов через Аравійський півострів, Месопотамію, Персію, Індію, острів Цейлон, Малайський Архіпелаг, Індостан, Сіамське королівство, Анаму, південну частину Китаю, острів Формоз, у 1912 році прибув до Японії. Таким чином, за п'ять років я пройшов 12 тисяч верст. |

У 1912 Джангільдін повернувся через Сибір до Москви, де губернатор Володимир Джунковський поставив йому останню позначку в книжці мандрівника.
У Швейцарії Джангільдін познайомився з російськими політичними емігрантами і вперше зустрівся з Леніним.
У подорожі він написав «Книгу мандрівника навколо світу М. Степнова, він же Алі-Бей Джангільдін. Із Москви 1910 року травня місяця».

### Революційна діяльність
Незабаром після повернення з подорожі Джангільдін поїхав до рідної Тургайської області, але пробув там лише тиждень, бо за наказом місцевого губернатора змушений був залишити батьківщину. У 1913 році він працював у Криму метеорологом і вів революційну роботу серед місцевих татар.
У 1915 році, в розпал Першої світової війни, Алібі Джангільдін у Петрограді вступив до лав РСДРП(б).
|  | У Комуністичній партії (б) офіційно перебуваю з 1915 року. Партійний квиток отримав із рук Леніна за його ж підписом. |

У 1916 році за завданням партії Джангільдін інкогніто пробрався з Криму до казахських степів і під час мобілізації казахів на тилові роботи разом з Амангельди Імановим підняв збройне повстання проти царського уряду, яке тривало аж до Лютневої революції.
|  | Про мою появу, — писав він, — було донесено тургайському губернатору, й останній видав наказ — упіймати мене живим чи мертвим і доставити до Оренбурга. Тому на початку 1917 року я був делегований повстанцями проти царизму в Бухару і пробув там до Лютневої революції. |

Після повалення царату Алібі Джангільдін виїхав до Петрограда, де встановив зв'язки з більшовиками. Від Ради робочих і солдатських депутатів, що тільки що сформувалася, він отримав посвідчення для ведення агітації та пропаганди серед казахів. Але, прибувши до Тургая, його заарештували за наказом обласного комісара тимчасового уряду Аліхана Бокейханова. Тільки за два місяці його звільнили, і він негайно поїхав до Петрограда.
Улітку 1917 року він повернувся до рідних країв як інструктор Петроградської Ради. Джангільдін виступав на мітингах та зборах, агітуючи проти Тимчасового уряду, проводив роботу з агітації на користь більшовицької партії.

### Післяреволюційні роки
Звістка про Велику Жовтневу соціалістичну революцію та захоплення влади більшовиками спонукали його їхати до Москви, куди вже перемістилася столиця. Він зустрівся з Леніним і виявилося, що ця зустріч не перша. У Європі Ленін був на зустрічі з мандрівником і добре запам'ятав її, чого Джангільдін не міг сказати у свою чергу. У грудні 1917 року Алібі Джангільдін був призначений тимчасовим комісаром Тургайської області.
У січні 1918 року Алібі Джангільдін пообіцяв Сталіну створити пробільшовицькі сили в Тургайській області, щоб підірвати зусилля партії «Алаш» (казахська політична партія інтелігенції, службовців і дрібних власників, близька до кадетів, ліквідована більшовиками 1920 р., багато її видних членів було репресовано) зі створення автономії.
4 квітня 1918 року Джангільдін був заарештований частинами отамана Дутова під час нальоту на Оренбург, але завдяки щасливому випадку зміг втекти.
Із 16 квітня до 3 липня 1918 року з ініціативи Джангільдіна в Оренбурзі виходила казахськомовна газета «Казах муни» (каз. Қазақ мұңы) — орган Тургайської обласної Ради робітничих та селянських киргизьких депутатів. Її редактором був Назір Тюрякулов. Крім публікацій декретів радянської влади, газета вела пропагандистську боротьбу з алаш-ординцями та білогвардійцями. Видання припинилося після взяття Оренбурга білими козаками під командуванням отамана Дутова.
У квітні 1918 року Тургайський облвиконком направив до Москви делегацію на чолі з Джангільдіним для отримання озброєння, боєприпасів та коштів. 14 травня 1918 року Джангільдін був призначений Надзвичайним військовим комісаром Степового краю. У червні він знову приїжджає до Москви. У його розпорядження було виділено 68 мільйонів рублів для Туркестану та Тургайської області, а також зброю, боєприпаси, медикаменти. Для доставки цього найважливішого вантажу було створено Міжнародний загін, який прибув напочатку серпня 1918 року в Астрахань, щоб звідси розпочати похід через безводні степу на допомогу бійцям, що борються з контрреволюцією.
Загони Джангільдіна придушили контрреволюційне повстання в Астрахані та у форті Олександрівськ на Каспійському морі. Далі вони вирушили до адаєвських країв із запасами патронів і снарядів, висадилися на півострові Бузачі. Сформували тут експедицію, маючи 300 верблюдів та 600 коней. Пройшовши близько 3000 верст за два місяці, доставили патрони та снаряди на Актюбінсько-Туркестанський фронт.
Близько 2 300 кілометрів пройшли пустелею червоні кіннотники загону Джангільдіна. 11 листопада 1918 року вони прибули на станцію Шалкар і передали озброєння та боєприпаси командуванню Оренбурзького фронту. Похід тривав 71 добу. Вантаж каравану становив близько 2000 гвинтівок, 1 500 000 набоїв, 24 кулемети, військове спорядження та медикаменти.
1920 року військові операції проти контрреволюціонерів у республіці було завершено.
Алібі Джангільдін взяв найактивнішу участь у підготовці та роботі 1-го установчого з'їзду Рад Казахстану, який проголосив, відповідно до ленінського декрету від 26 серпня 1920 року, створення Киргизької Автономної Радянської Соціалістичної Республіки (казахська національна автономія у складі). З'їзд обрав його членом Президії першого складу та заступником голови Центрального Виконавчого Комітету Республіки, наркомом соціального забезпечення. Алібі Джангільдін представляв партійну організацію Казахстану на 1-й Всеросійській нараді комуністичних організацій народів Сходу в січні 1921 року. Також був головою Союзу «Кошчі».
18 лютого 1922 року на нараді партійних та державних органів Киргизької АРСР для поширення комуністичних ідей серед місцевого населення прийнято рішення про підготовку «Червоного каравану». Політичним комісаром та керівником каравану призначено Алібі Джангільдіна. Для каравану дібрали бібліотеку політичної та сільськогосподарської літератури казахською мовою, плакати, діапозитиви. До складу каравану увійшли: агровозка-виставка, пересувна амбулаторія та ветпункт. Із 20 травня по 26 серпня 1922 року «Червоний караван» пройшов понад 3 тис. км, перетнув із заходу на схід майже всю республіку. Караван йшов територією, найгірше забезпеченою засобами сполучення та зв'язку зі столицею республіки, зупинявся в 37 аулах 26 волостей. Джангільдін особисто провів 25 мітингів та 115 бесід із трудящими. За його розпорядженням із фонду каравану надавалася продовольча та грошова допомога постраждалим від голоду та джуту (масового падежу худоби) 1921 року.
Джангільдін упродовж півтора десятиліть обіймав високі посади в партійних і державних органах Казакської АРСР (так із 1925 р. називалася Киргизька АРСР, у лютому 1936 р. була перейменована в Казахську АРСР, а в грудні 1936 р. набула статусу союзної республіки, ставши Казахською РСР). У 1928 р. Джангільдін ще раз як політкомісар провів «Червоний караван» з Оренбурга в степу Мангишлаку. З липня до жовтня 1937 р. виконував обов'язки голови ЦВК Казахської РСР.
У 1937 р. Джангільдін був знятий з усіх партійних посад і призначений начальником управління заповідниками та охорони пам'яток старовини при Раді народних комісарів Казахської РСР.

### Роки Німецько-радянської війни
14 липня 1941 р. Алібі Джангільдін написав листа Сталіну з проханням направити його на фронт. Але йому було відмовлено, тому що в тилу він принесе більше користі. У роки війни Джангільдін займався формуванням військових частин і з'єднань на території Казахстану, розміщенням людей та обладнання, евакуйованих до Казахстану з окупованих західних районів країни, вів політичну та пропагандистську роботу серед тих, хто вирушав на фронт.
Помер Алібі Джангільдін у 1953 році. Похований на Центральному цвинтарі Алма-Ати.

## Нагороди
- Нагороджений орденом Леніна.
- Орденом Червоного Прапора.

та медалями різної вартості.

## Пам'ять
Ім'ям Джангільдіна також названі вулиці в Алмати, Шимкенті, Астані, Оренбурзі та інших містах.
На честь Джангільдіна також названо населений пункт — радгосп Борівського району Костанайської області, нині село Джангільдіна Мендикаринського району Костанайської області.
Тургайський район Костанайської області в 1957 був перейменований в Джангільдінський район, нині Жангельдінський район — райцентр село Тургай.
На честь Джангільдіна названі:
- середня загальноосвітня школа № 122 Алма-Ати;
- школа № 7 в Аркалику;
- школа в Атирау;
- школа у сел. Жетибай, Каракіянського району, Мангистауської області.

Пам'ятник Джангільдіну встановлено на привокзальній площі залізничної станції Алмати-1.
В Алмати (Казахстан) у сквері нижче КБТУ на Алеї видатних діячів встановлено бюст Джангільдіна.
Портрет Алібі Джангільдіна в позолоченому багеті займає одне з найпочесніших місць у Будинку уряду Китайської Народної Республіки.
У 1968 році знято біографічний художній фільм «Дорога в тисячу верст» (реж. Олександр Карпов).

## Сім'я та нащадки
- Дід — Танірберген Джангільдін.
- Батько — Тогжан Танірбергенович Джангільдін.
- Дружина за першим шлюбом (1915) — кримчанка із Сімферополя караїмського походження Раїль Веніяминівна Туршу (1870—1921), випускниця знаменитих Бестужевських курсів, єдиного в ті роки вищого навчального закладу для жінок. Померла 1921 року[14].
- Дружина за другим шлюбом — Олена Опанасівна Джангільдіна[15].
  - Старший син від другого шлюбу — Темірлан Алібієвіч Джангільдін[15].
  - Син від другого шлюбу — Танірберген (Тангір) Алібієвіч Джангільдін.[15][16]
    - Онук — Джангільдін Юрій Тангірович, Лікар-психіатр, психотерапевт, доктор медичних наук, професор кафедри психіатрії, психотерапії та наркології ГОУ ВПО «Московський державний медико-стоматологічний університет Росздраву», лікар вищої категорії. Керівник курсу з підготовки та вдосконалення психіатрів, психотерапевтів та наркологів[17].
- Дружина за третім шлюбом — Гульбаршин Садвакасова[15].
- Шурин від третього шлюбу — Жанайдар Садвакасов, член Раднаркому[15].
  - Дочка від третього шлюбу — Куралай Алібіївна Натуллаєва (Сабірова)[15], дружина Героя Радянського Союзу Сабіра Рахімова.
- Четверта дружина — Кенжина була молодша за нього на 30 років.
- Тесть від четвертого шлюбу — Асфендіяр Кенжин (1887—1938), нарком освіти (1921—1922), член ЦВК Казахстану, нарком торгівлі Казахстану, голова Раднаргоспу Казахстану (1929)[16],[18]
- Теща від четвертого шлюбу — Кенжина Жаннета Рамазанівна[16].
- Своячениця від четвертого шлюбу — Кенжина Юлія Асфендіярівна (1933)[16].
  - Син від четвертого шлюбу — Чингіз Алібієвіч Джангільдін (1940), гідробіолог, науковий співробітник лабораторії Тихоокеанського Інституту рибного господарства та океанографії.[16]. Instagram сторінка: @chingiz_jangildin.
    - Онук — Алібі Чингізович Джангільдін, історик, магістр науки, працює в Казахстансько-британському технічному університеті, закінчив істфак КазДУ ім. аль-Фарабі та магістратуру Бірмінгемського університету у Великій Британії[16].
    - Онук — Асет Чингізович Джангільдін, юрист за освітою, захоплюється журналістикою, пише статті[16].
    - Внучка — Алтинай Чингізівна Джангільдіна, економіст, працює головним бухгалтером[16].